# Nelson Lee
Nelson Lee (Taipei, 16 oktober 1975) is een in Taiwan geboren Canadees acteur, filmproducent en filmregisseur.

## Biografie
Lee werd geboren in Taipei - Taiwan maar groeide op in Canada. Hij heeft gestudeerd aan de Universiteit van Toronto in Toronto.

## Filmografie

### Films
Uitgezonderd korte films.
- 2024 Civil War - als Tony
- 2021 The Wheel - als Ben
- 2021 New Year - als Joseph
- 2021 I Was a Simple Man - als Mark
- 2020 Mulan - als kanselier
- 2019 A. I. Tales - als Nathan
- 2017 All Saints - als Ye Win
- 2017 Madtown - als Burt
- 2014 I'm the Same - als Canadees
- 2012 About Cherry – als Jessica
- 2010 Bold Native – als Gordon
- 2009 Virtuality – als Kenji Yamamoto
- 2008 Vacancy 2: The First Cut – als Groom
- 2008 Ring of Death – als Clow
- 2008 Cold Play – als rechercheur Woo
- 2004 Strip Search – als Xiu-Juan Chang

### Televisieseries
Uitgezonderd eenmalige gastrollen.
- 2023-2024 Good Trouble - als Emile Shao - 5 afl.
- 2023 Ahsoka - als senator Hamato Xiono - 2 afl.
- 2023 A Voice in Violet - als Wang (Stem) - 6 afl.
- 2023 The Company You Keep - als Ko Chin - 3 afl.
- 2020-2022 Stargirl - als Dragon King / dr. Shiro Ito - 12 afl.
- 2022 Better Things - als Joe - 2 afl.
- 2019 Claws - als professor - 4 afl.
- 2018 Sneaky Pete - als Tenzin - 2 afl.
- 2017 Ten Days in the Valley - als Sheldon - 5 afl.
- 2006 Blade: The Series – als Shen – 12 afl.
- 2004 Traffic – als Ronny Cho – 3 afl.

### Filmproducent
- 2023 The Reveal - korte film
- 2014 No Place Like Home - korte film
- 2012 Holding a Candle - korte film

### Filmregisseur
- 2019 A. I. Tales - film
- 2016 Seed - korte film
- 2014 No Place Like Home - korte film
- 2013 Angels Flight - korte film
- 2012 Holding a Candle - korte film

- Library of Congress Control Number: no2018018089
- Virtual International Authority File: 5252151965419700470003
- WorldCat: E39PBJcgtFwFtX7f6FYDbYwKVC